# Schweinsberger Moor

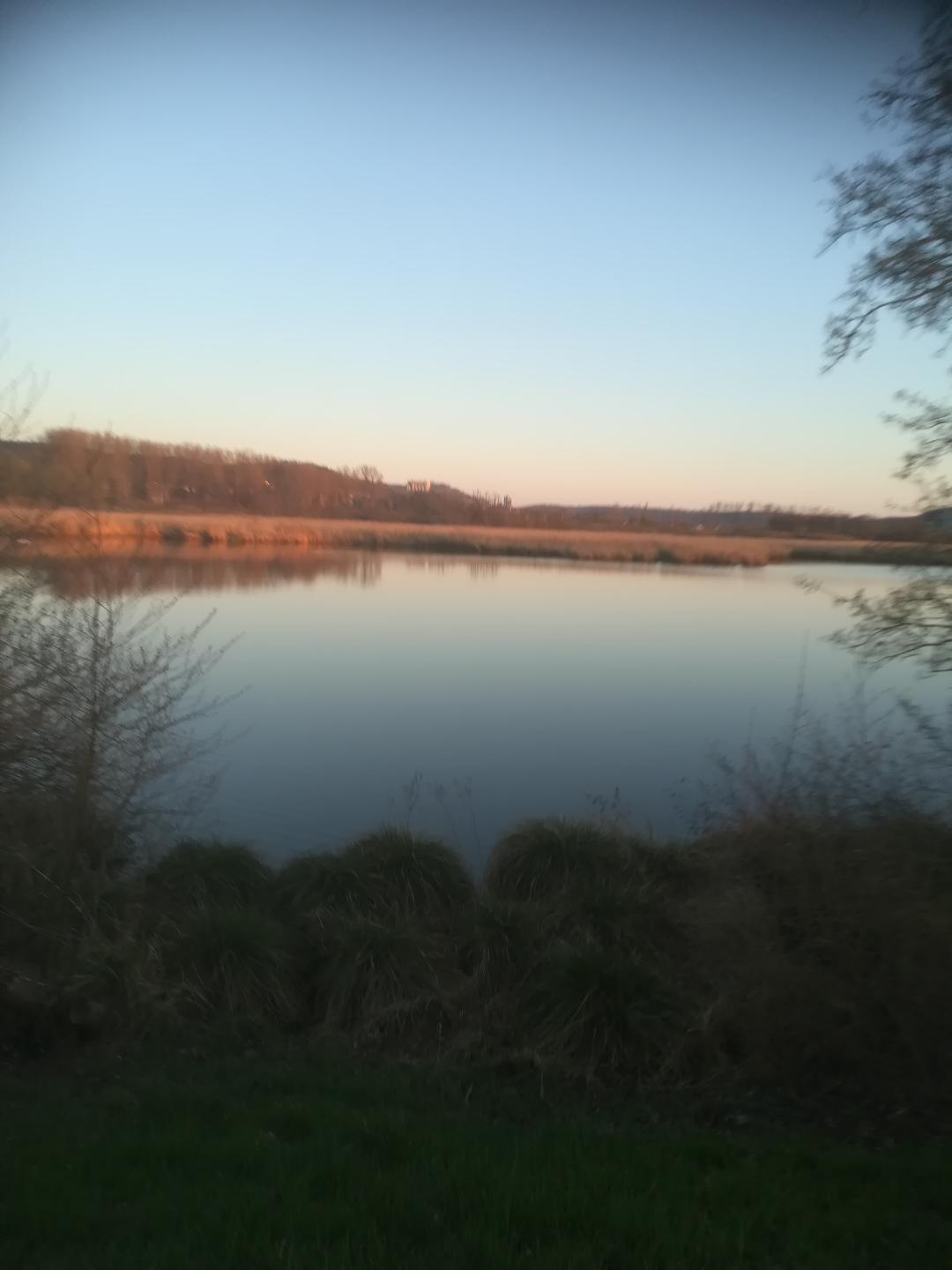
Die offene Wasserfläche am Nordende des Moores, unweit der Ortschaft Schweinsberg

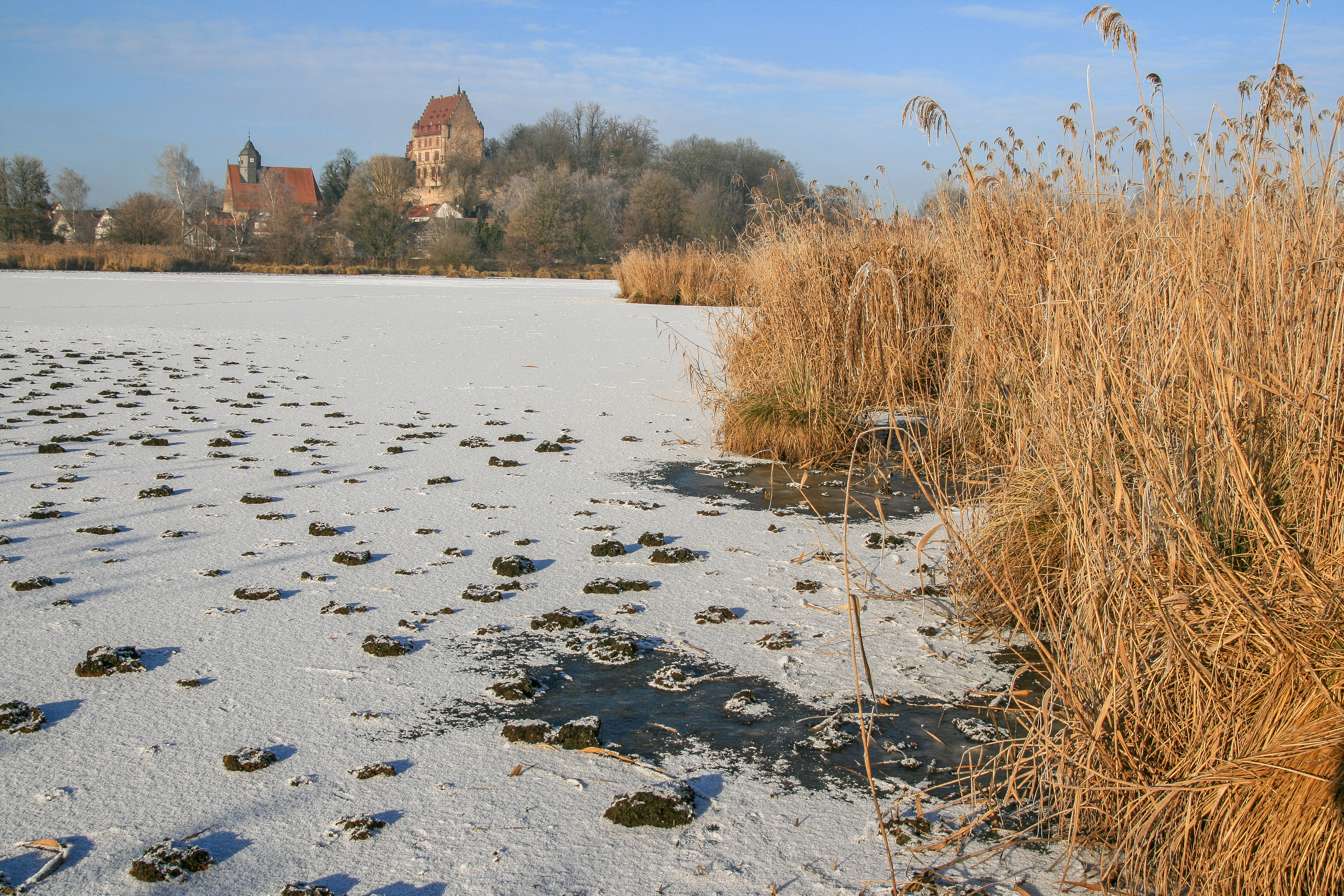
Die gefrorene Wasserfläche des Schutzgebietes mit Blick zur Stephanskirche und Burg Schweinsberg

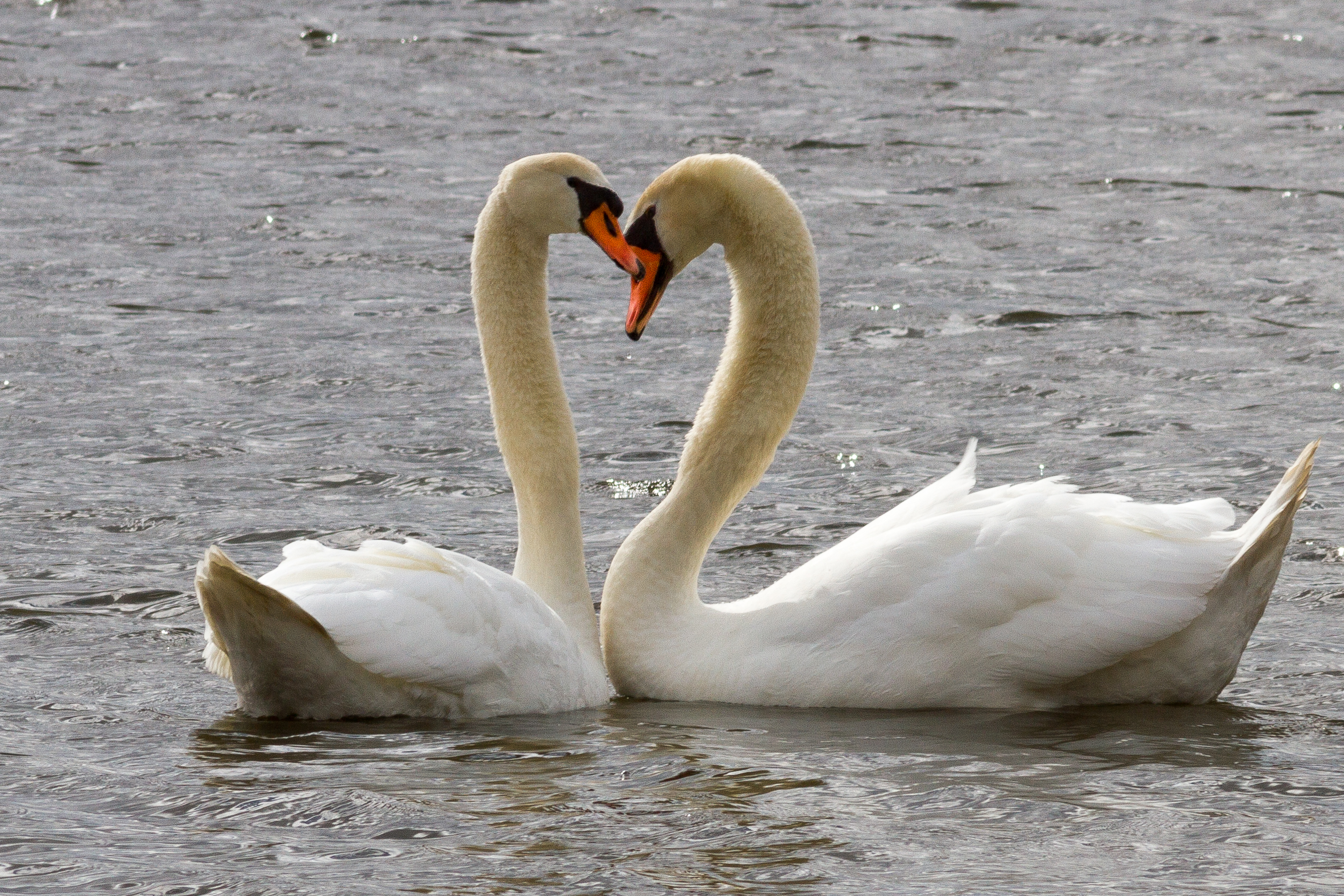
Höckerschwanpaar im Moorsee

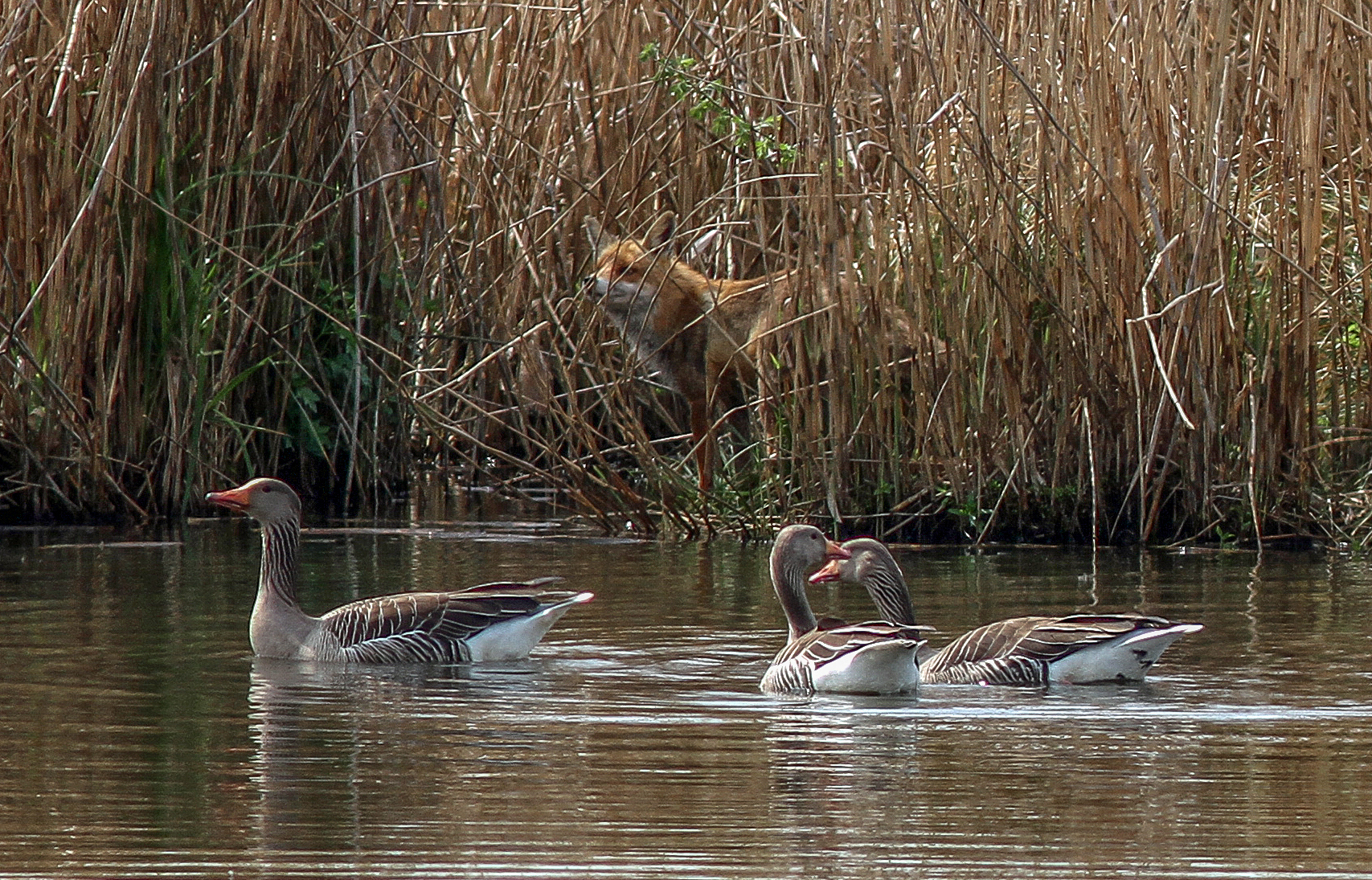
Rotfuchs im Schilf wittert eine Graugansmahlzeit

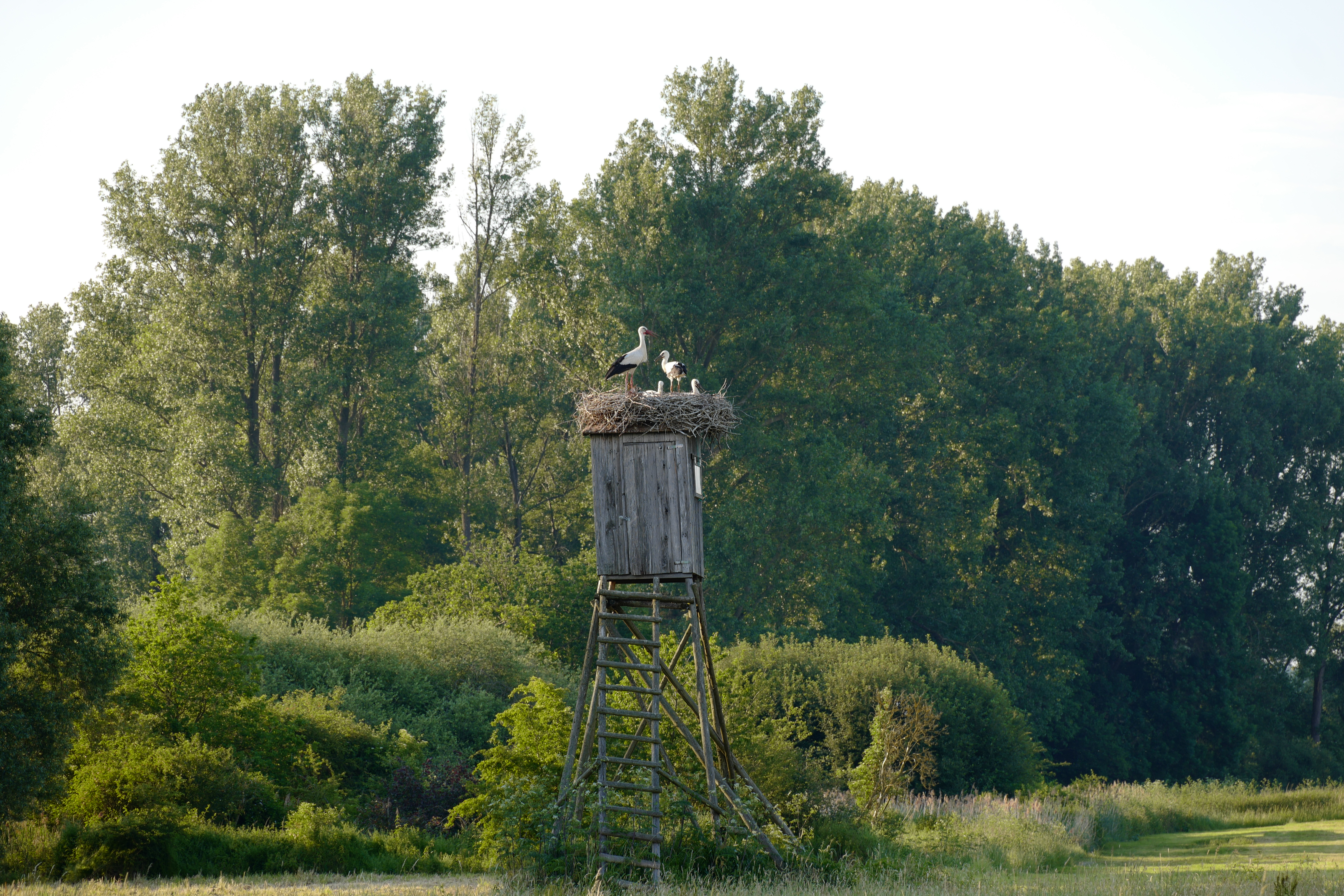
Weißstorchhorst im Osten des Gebietes vor dem Bruchwald

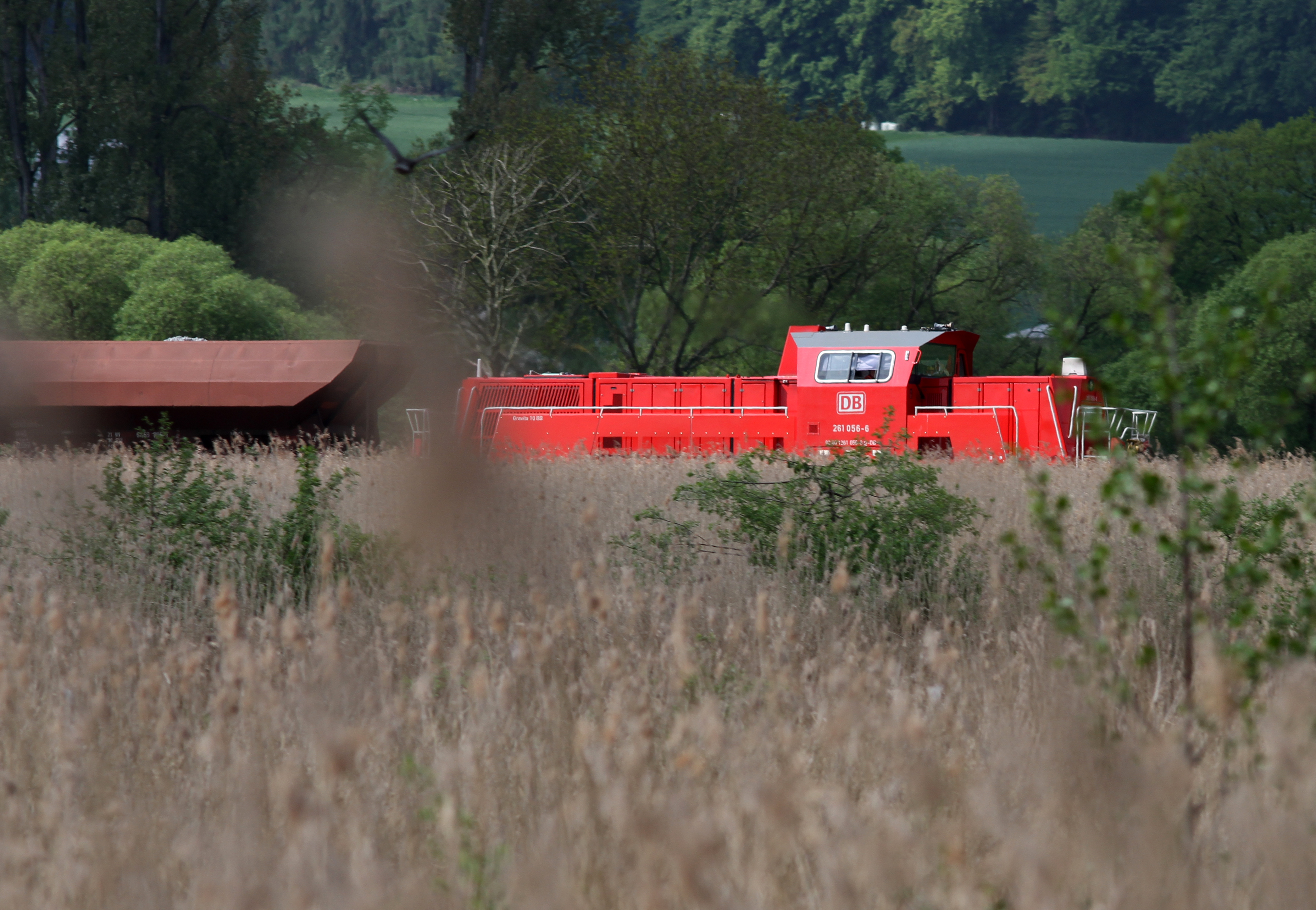
Eisenbahnstrecke der Ohmtalbahn im Westen des Schutzgebietes

Das Schweinsberger Moor ist ein Niedermoor am südlichen Rand des Stadtgebietes von Schweinsberg an der Ohm im mittelhessischen Landkreis Marburg-Biedenkopf. Es wurde im Jahr 1977 das 100. Naturschutzgebiet in Hessen. Heute wird es von der örtlichen Naturschutzgruppe betreut und liegt im Zuständigkeitsbereich des Regierungspräsidiums Gießen.

## Entstehung
Das Schweinsberger Moor liegt im Amöneburger Becken. Geologisch ist dies ein altes Senkungsgebiet, das im Tertiär in mehrere Einzelschollen zerbrach, von denen ein Schollenstück, die heutige Schweinsberger Depression, besonders tief absank und diese Tendenz heute noch beibehält. Seine Torfschicht ist bis zu vier Meter dick und wächst pro Jahr um einen Millimeter; der Zuwachs war früher langsamer. Eine weitere Ausdehnung des Moores ist durch Hochwasserschutzdeiche unterbunden. Über ein kleines Wehr werden Stau und Abfluss des Wassers reguliert; der anschließende Graben entwässert in die Ohm.

### Wasserhaushalt
Im hinteren Teil des Moors, von Schweinsberg aus betrachtet südöstlich, befindet sich ein Bruchwald aus Erlen, Pappeln, Birken und Weiden. In diesem Bereich wird das Moor von vier bis fünf Quellen gespeist. Der Wasserstand im Moor schwankt entsprechend der jahreszeitlich wechselnden Wasserführung seines wichtigsten Abflusses, der Ohm, beträchtlich. Durch ein kleines Wehr im Auslauf zum Wassergraben wird verhindert, dass zu viel Wasser aus dem Moor entweicht. Der Niedrigstwasserstand wird in der Regel im Hochsommer in den Monaten Juli und August erreicht.

## Geographie
Das Schweinsberger Moor befindet sich im gleichnamigen Naturschutzgebiet in der Ohmniederung des Amöneburger Beckens. Am süd- und östlichen Ende grenzt es an den Vogelsbergkreis, zwischen den Orten Nieder-Ofleiden, Erfurtshausen. Das Schweinsberger Moor liegt auf 202 Metern über NN und ist somit geringfügig tiefer gelegen als der Siedlungsbereich. Die kleine offene Wasserfläche wurde durch Torfabbau und Eingriffe durch Naturschutzmaßnahmen im Jahr 1980 hergestellt. Sie ist nötig, um offene Flächen für Wat- und Wasservögel zu schaffen. Aufgrund des mehr als 43 Hektar großen Areals enthält das Schweinsberger Moor das größte zusammenhängende Schilfgebiet Mittel- und Nordhessens. Das schwer zugängliche Moor wird nicht durch Wege durchschnitten.

## Beschreibung
Durch eine hohe Uferlinienlänge und die Vernetzung mit anderen Lebensräumen – wie der Ohmaue und mehreren in der Nähe vorhandenen Waldgebieten – bestehen viele kleinteilige Lebensräume.
Die regelmäßigen Überflutungen der Ohmaue und des Schweinsberger Moores ermöglichen den Anwohnern von jeher nur eine extensive Landwirtschaft. Dadurch entstand ein vielfältiges Mosaik aus Naturlandschaft (in Ufernähe) und Kulturlandschaft, meist jedoch nur Wiesen. Natürliche, ursprüngliche Lebensräume sind z. B. die Flachwasserzonen und Röhrichte, die Reste der Streuobstwiesen hingegen entstanden durch landwirtschaftliche Nutzung.

### Bedeutung
Die abwechslungsreiche Uferlandschaft des Schweinsberger Moores bietet einer Vielzahl von Pflanzen und Tierarten einen wertvollen Lebensraum und stellt aufgrund des vorhandenen Artenspektrums einen überregional wichtigen Ort der Artenvielfalt dar. Vor allem für Wasservögel ist es als Brut-, Rast- und Überwinterungsplatz von herausragender Bedeutung. Im Herbst werden regelmäßig Rastgesellschaften von seltenen Wasservögeln beobachtet.
Die vom Menschen nur wenig beeinflussten Schilf- und Röhrichtzonen des Gebiets sind wichtig für die Erhaltung bestimmter Arten, die auf diese Flächen angewiesen sind. Unter den Insekten sind die Großschmetterlinge mit vielen Arten, die Libellen und die Heuschrecken besonders auffällig.
Das Naturschutzgebiet Schweinsberger Moor ist Bestandteil des Vogelschutzgebiets Nr. 5219-401 „Amöneburger Becken“.

### Flachwasserzonen
Die vorhandenen Flachwasserzonen werden von vielen Vogelarten als Nahrungs-, Aufzucht-, Mauser- und Ruheplatz genutzt, u. a. von Zwergtaucher, Haubentaucher und Höckerschwan, Schnatterente, Krickente, Stockente, Knäkente, Löffelente, Tafelente und Reiherente, Blässhuhn und Graureiher, bei Niedrigwasser auch von Watvögeln. Hier findet der seltene Eisvogel genügend Ansitzmöglichkeiten, um erfolgreich kleine Fische zu erbeuten.

### Bruchwald
Im Osten des Gebiets, im Bruchwald, ist der Schilfgürtel relativ schmal oder lückenhaft, im südlichen Teil ist das Schilf vollständig auf der Fläche vorhanden. Das Röhricht erreicht eine Breite von über 500 m in Ost-West-Ausdehnung. Der Lebensraum Schilfröhricht wirkt eher einförmig, zeichnet sich aber durch hohe Produktivität aus. Schilfrohr kann bis zu 5 m hoch werden, junge Triebe wachsen täglich 2–4 cm. Schilfröhricht schützt das Ufer gegen viele Einflüsse von außerhalb und ist Lebensraum für zahlreiche Tiere. Taucher, Enten, Rallen, Rohrweihe, Teichrohrsänger und Drosselrohrsänger sowie der seltene Rohrschwirl brüten hier. Viele weitere Vogelarten nutzen das Röhricht als Nahrungs- und Rastplatz, auf dem Durchzug finden sich oft große Schlafgesellschaften von Schwalben, Staren und Stelzen ein. Viele Insekten und andere Kleintiere haben sich auf das Schilfrohr spezialisiert, Amphibien nutzen das Röhricht als Laichplatz.

### Röhrichte
Der Uferbereich und große Teile des Areals des Naturschutzgebiets werden zum größten Teil von Röhricht eingenommen, das überwiegend aus Schilfrohr besteht. Das Schilf erreicht mittlere Wassertiefen von etwa 1–2 m, landwärts wird es von der Steifen Segge abgelöst.

### Gehölze
Im kleinen Auenwaldbereich sind einige schöne Einzelbäume der Silber-Weide, Pappel, Schwarzerle und jüngere Stiel-Eichen vorhanden. Die meisten Gehölze im Naturschutzgebiet sind Gebüsche, die sich auf den eher feuchten Wiesen und entlang der Deiche angesiedelt haben. Zu den häufigen Arten gehören Schwarzdorn, Faulbaum, Gewöhnlicher Schneeball und verschiedene Weidenarten und Ahornarten. Typische Vogelarten der Gebüsche sind Nachtigall, Gartengrasmücke und Mönchsgrasmücke, Zilpzalp, Fitis und Kohlmeise.

## Fauna und Flora
Im Naturschutzgebiet brüten seltene und bedrohte Vogelarten. Bei der Grunddatenerfassung für das Vogelschutzgebiet Amöneburger Becken wurden im Gebiet für das Bezugsjahr 2005 folgende Arten nachgewiesen:
Blaukehlchen (fünf Brutpaare), Neuntöter (zwei Brutpaare), Wasserralle (sieben Brutpaare), Beutelmeise (ein Brutpaar). Als Brutvögel verschwunden sind Rohrweihe (zwei Brutpaare, zuletzt 2000), Krickente (zuletzt 1992, heute Brutverdacht), Bekassine (früher drei bis vier Brutpaare, letzte Brut 1989, heute nur noch Durchzügler). Als Rastvögel und Durchzügler wurden außerdem nachgewiesen: Rohrdommel, Kornweihe, Rothalstaucher, Schnatterente, Knäkente, Sandregenpfeifer.
In den Schilfröhrichten des Gebietes wurde die an Schilf gebundene Fauna untersucht. Die lokal häufige Zweipunkt-Schilfeule (Archanara geminipunctata) bewirkt in den befallenen Halmen ein markant vermindertes Höhenwachstum. Die Halmfliegen-Gattung Lipara, nachgewiesen mit Lipara rufitarsis und Lipara lucens erzeugt die für die Gattung charakteristischen zigarrenförmigen Pflanzengallen. Als Inquiline in den Gallen ist eine andere Halmfliege, Cryptonevra flavitarsis, häufig, die die Gallen nutzt, ohne sie selbst erzeugen zu können. Die Gallmücken Giraudiella inclusa, Lasioptera flexuosa und Lasioptera arundinis bilden unauffälligere Gallen im Inneren der Halme. Raupen der Grasglucke Euthix potatoria fressen an den Blättern. Die typischen Schilf-Zikadenarten Chloriona dorsata, Chloriona smaragdula, Chloriona vasconica und Euides speciosa saugen Pflanzensaft aus dem Phloem der Blätter.
Als weitere seltene Tierarten wurden beobachtet: Die Schmetterlinge Dunkler Wiesenknopf-Ameisenbläuling, Goldene Acht und Mauerfuchs und die Wasserspitzmaus.

### Naturphänomene Schweinsberger Moor
- Bei Hochwasser dreht sich die Fließrichtung des Wasserablaufgrabens um und das Wasser der Ohm strömt in das Moor. Dabei können Fischarten wie Schleie und Hecht in den Moorsee gelangen und dort laichen.
- Das Moor besitzt ein eigenes Kleinklima. Bei Messungen über die Dauer eines Jahres wurde festgestellt, dass der Juli der einzige frostfreie Monat war.

### Betreuungsarbeit der Naturschutzbehörden
Das Regierungspräsidium Gießen und die Untere Naturschutzbehörde Marburg sind als zuständige Naturschutzbehörden verantwortlich für Inhalte und Ziele der Schutzgebietsverordnung sowie für deren Erhaltung. Die Beweidung erfolgt durch Schafe, welche über die Randflächen am Moor wandern und den Aufwuchs an jungen Bäumen und Gras kurz halten.

## Erreichbarkeit
Das Gebiet erreicht man am besten von Schweinsberg aus. Parkplätze sind direkt am Naturschutzgebiet ausreichend vorhanden.
Vom Parkplatz aus beginnen in unregelmäßigen Abständen oder nach vorheriger Anfrage Führungen am Moor. In der Nähe befindet sich auch ein Beobachtungsgebäude, welches von der örtlichen Naturschutzgruppe betreut wird.